# 妙烏鎮區
妙烏鎮區，又譯謬杭鎮區，緬甸若開邦妙烏縣下轄的一個鎮區。2014年人口189,630人，區域面積1,235.2平方公里。妙烏為該鎮區首府。